# Kouty (Benin)
Kouty è un arrondissement del Benin situato nella città di Avrankou (dipartimento di Ouémé) con 14.596 abitanti (dato 2006).